# Кызыл-Орюк
Кызыл-Орюк (кирг. Кызыл-Өрүк) — село в Иссык-Кульском районе Иссык-Кульской области Кыргызстана. Входит в состав Тору-Айгырского аильного округа. Код СОАТЕ — 41702 215 845 02 0.

## Население
По данным переписи 2009 года, в селе проживал 251 человек.